# Virna
Virna  è un nome proprio di persona italiano femminile.

## Origine e diffusione
Nome scarsamente attestato, deve la sua diffusione in gran parte alla fama dell'attrice Virna Lisi; nel suo caso, il nome fu inventato su due piedi dal padre, quando l'impiegato dell'anagrafe gli proibì di chiamare la bambina "Siria" (perché la Siria era all'epoca un paese nemico del regno d'Italia) e la normativa allora vigente impediva l'uso di alcuni tipi di nomi, tra cui quelli geografici.
Alcune fonti hanno tentato in ogni caso di trovare un'etimologia al nome, ma i pareri sono discordi; secondo certe interpretazioni potrebbe essere ad esempio una forma contratta di Virginia, mentre in ambiti anglofoni potrebbe costituire un derivato di Verna (femminile di Vernon) o di Verena; la stessa Virna Lisi, dal canto suo, affermò in un'intervista di aver scoperto che il suo nome coincideva con uno di origine russe, con il significato di "fedeltà".

## Onomastico
Non esistono sante che portano questo nome, che quindi è adespota; l'onomastico può essere festeggiato in occasione di Ognissanti, il 1º novembre.

## Persone

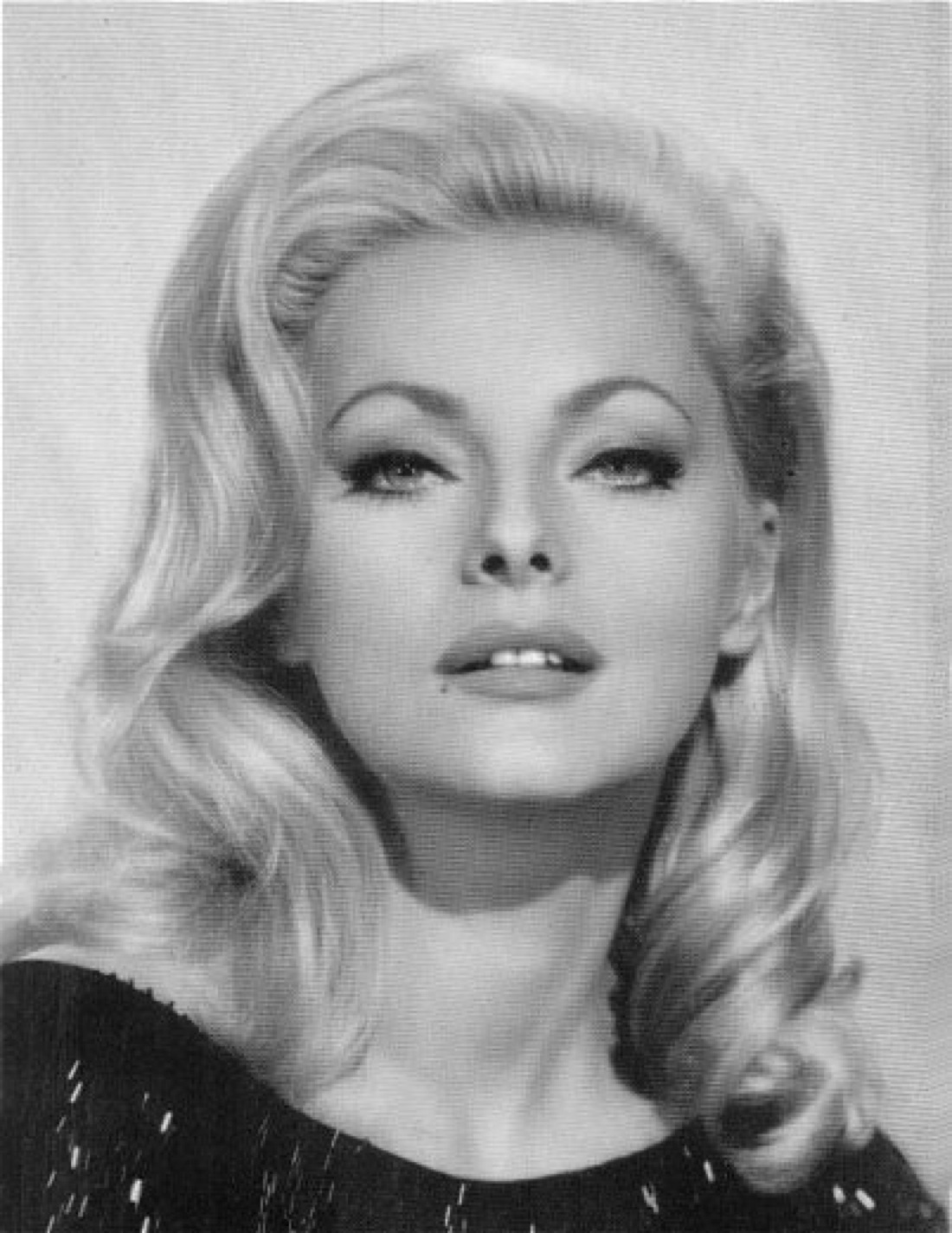
Virna Lisi

- Virna Aloisio Bonino, vero nome di Barbarella, pornoattrice italiana
- Virna De Angeli, atleta italiana
- Virna Dias, pallavolista brasiliana
- Virna Lisi, attrice italiana

### Annotazioni
1. ↑  In russo, tuttavia, "fedeltà" è tradotto dal termine ве́рность (vérnostʹ); вірна (virna) significa "fedele" in ucraino, e viene tradotto in russo come верный e верная (vernyj e vernaja, rispettivamente maschile e femminile).

### Fonti
1. 1 2 3  La Stella T., p. 369.
2. 1 2   Laura Laurenzi, Virna Lisi, in Repubblica, 14 marzo 2010. URL consultato il 9 giugno 2017.
3. 1 2  (EN) Virna, su BabyNamesPedia. URL consultato il 10 luglio 2014.